# South Haven (Kansas)
South Haven és una població dels Estats Units a l'estat de Kansas. Segons el cens del 2000 tenia 390 habitants.

## Demografia
Segons el cens del 2000, South Haven tenia 390 habitants, 163 habitatges, i 99 famílies. La densitat de població era de 183,6 habitants/km².
Dels 163 habitatges en un 30,1% hi vivien nens de menys de 18 anys, en un 51,5% hi vivien parelles casades, en un 7,4% dones solteres, i en un 38,7% no eren unitats familiars. En el 36,8% dels habitatges hi vivien persones soles el 15,3% de les quals corresponia a persones de 65 anys o més que vivien soles. El nombre mitjà de persones vivint en cada habitatge era de 2,39 i el nombre mitjà de persones que vivien en cada família era de 3,19.
Per edats la població es repartia de la següent manera: un 29,5% tenia menys de 18 anys, un 5,1% entre 18 i 24, un 26,2% entre 25 i 44, un 22,6% de 45 a 60 i un 16,7% 65 anys o més.
L'edat mediana era de 37 anys. Per cada 100 dones de 18 o més anys hi havia 91 homes.
La renda mediana per habitatge era de 31.932 $ i la renda mediana per família de 37.917 $. Els homes tenien una renda mediana de 26.111 $ mentre que les dones 24.375 $. La renda per capita de la població era de 14.019 $. Entorn del 8,3% de les famílies i el 9,9% de la població estaven per davall del llindar de pobresa.

## Poblacions més properes
El següent diagrama mostra les poblacions més properes.